# Aurelia limbata
Aurelia limbata är en manetart som först beskrevs av Brandt 1835.  Aurelia limbata ingår i släktet Aurelia och familjen Ulmaridae. Inga underarter finns listade i Catalogue of Life.